# Gato Barbieri
Gato Barbieri (28. listopadu 1932 Rosario – 2. dubna 2016 New York) byl argentinský jazzový saxofonista. Narodil se do hudební rodiny a již v padesátých letech hrál s klavíristou Lalem Schifrinem. Později vydal řadu vlastních alb. Během své kariéry spolupracoval s mnoha dalšími hudebníky, mezi něž patří například Don Cherry, Oliver Nelson, Alan Shorter, Charlie Haden a Gary Burton. Zemřel na zápal plic ve věku 83 let.